# HD 158261
HD 158261，又名BD+34 2971，SAO 66054、HR 6506，是一颗恒星，视星等为5.94，位于銀經58.77，銀緯31.59，其B1900.0坐标为赤經17h 23m 10.5s，赤緯+34° 31.59′ 46″。